# Mats Rits
Mats Rits (Mechelen, 18 juli 1993) is een Belgische voetballer. Hij tekende op 15 augustus 2023 een contract bij RSC Anderlecht, dat hem overnam van Club Brugge. Voordien speelde Rits voor KV Mechelen en Germinal Beerschot, en hij stond ook twee seizoenen onder contract bij AFC Ajax.

## Clubcarrière

### Germinal Beerschot
Ondanks internationale belangstelling ondertekende Mats Rits op zijn zestiende verjaardag een tweejarig profcontract bij Germinal Beerschot, waar hij onmiddellijk in de kern werd opgenomen. Op 3 oktober 2009 maakte hij zijn debuut in het eerste elftal van de Antwerpse eersteklasser tijdens een competitiewedstrijd tegen KVC Westerlo. Hij viel na 30 minuten in en maakte tijdens deze debuutwedstrijd twee doelpunten, wat hem meteen een gelijkenis opleverde met Rik Coppens die destijds tijdens zijn debuutmatch voor Beerschot AC, eveneens op zestienjarige leeftijd ook twee doelpunten scoorde. In het seizoen 2009-2010 speelde hij naast zes wedstrijden in de competitie, ook nog zes wedstrijden in de Play-off II B. In het seizoen 2010/11, in april, werd echter bekend dat Rits het volgende seizoen niet meer voor Germinal Beerschot zal spelen.

### AFC Ajax
Op 18 mei 2011 bevestigde Rits een contract voor twee jaar te hebben getekend bij AFC Ajax. Hiermee troefde de Amsterdamse club PSV Eindhoven, RSC Anderlecht en FC Utrecht af in de strijd om het Belgische toptalent. Rits start in de voorbereiding op het seizoen 2011/12 bij het eerste elftal. Hij krijgt nummer 29. In de voorbereiding maakte Mats Rits zijn officieuze debuut tegen VV Buitenpost. Bij zijn officieuze debuut scoorde hij direct een doelpunt. De wedstrijd eindigde in 0-4. Bij zijn tweede wedstrijd begon hij in de tweede helft en scoorde twee keer tegen AZSV Aalten. Zijn derde wedstrijd speelde hij tegen FC Emmen. Rits kwam in de 63e minuut in het veld voor Siem de Jong. Daarna speelde hij nog mee in de oefenwedstrijden tegen de Duitse clubs SSV Jahn Regensburg en 1.FC Nürnberg. Tegen SSV Jahn Regensburg kwam hij  in de 73e minuut in het veld als vervanger van Theo Janssen. Tegen 1.FC Nürnberg verving hij na 77 minuten Rodney Sneijder. Ook speelde hij mee in de geheime oefenwedstrijd tegen Go Ahead Eagles. Rits begon die wedstrijd in de basis, en speelde de volle 90 minuten. In totaal speelde hij zes (oefen)wedstrijden voor AFC Ajax.

### KV Mechelen
Mede door blessureleed speelde Rits geen officiële wedstrijd voor AFC Ajax. Op 6 januari 2013 werd bekend dat Mats Rits voor 2,5 jaar gecontracteerd is door KV Mechelen, er is hier sprake van een definitieve transfer naar de Belgische ploeg. Op 28 januari 2017 werd hij door de supporters van Malinwa verkozen tot "Meest Verdienstelijke Speler 2016". Rits trad 166 keer voor Mechelen aan en hij scoorde er 16 keer.

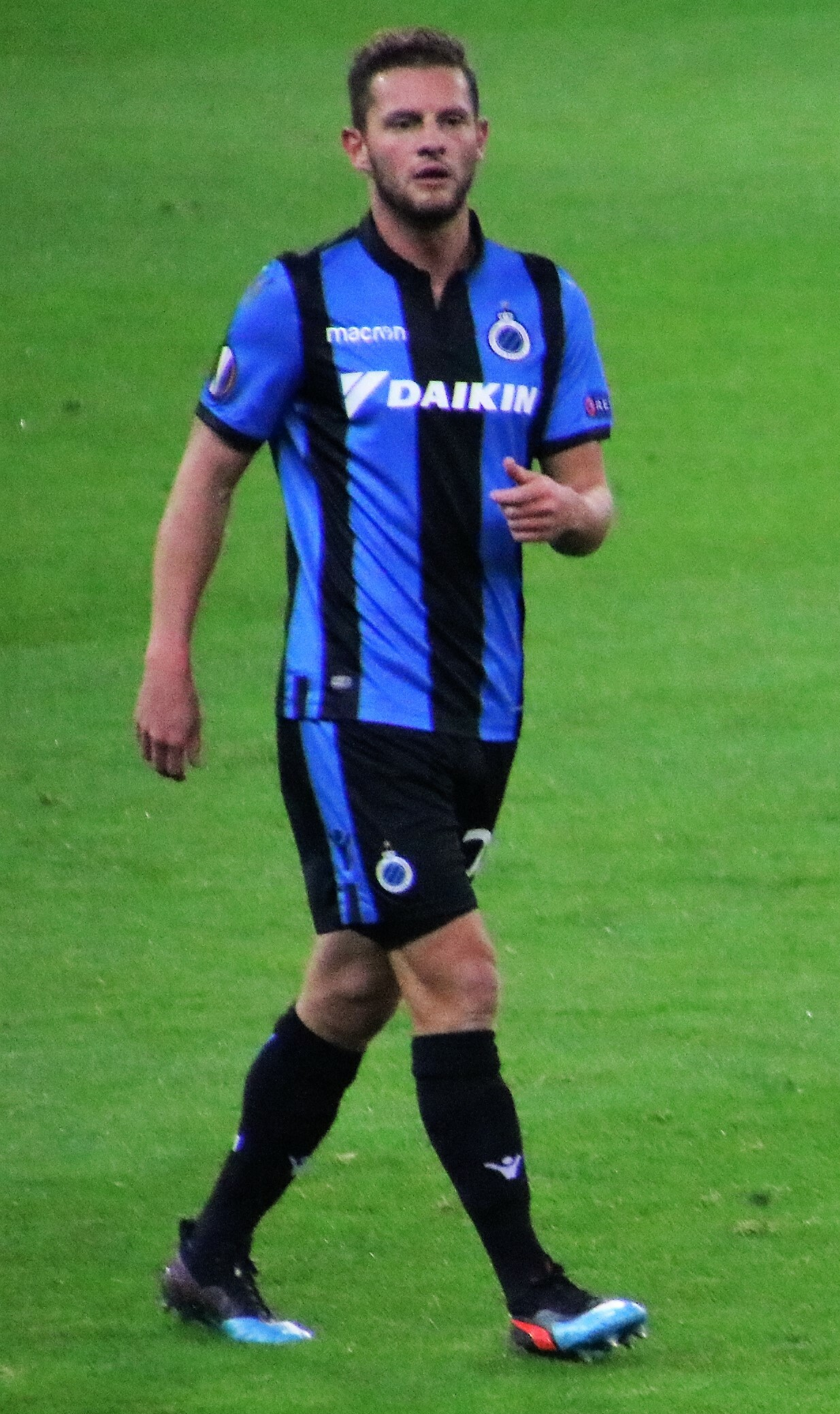
Rits spelende met Club Brugge tegen FC Salzburg in 2019

### Club Brugge
Rits tekende op 29 mei 2018 een contract bij Club Brugge, dat hem overnam van KV Mechelen. Blauw-zwart legde voor de 24-jarige verdedigende middenvelder tot 1,65 miljoen euro op tafel, inclusief bonussen. Rits ondertekende een week later een contract voor drie seizoenen. Tijdens zijn periode van vijf jaar bij blauw-zwart won Rits drie nationale titels en twee Belgische Supercups.

### RSC Anderlecht

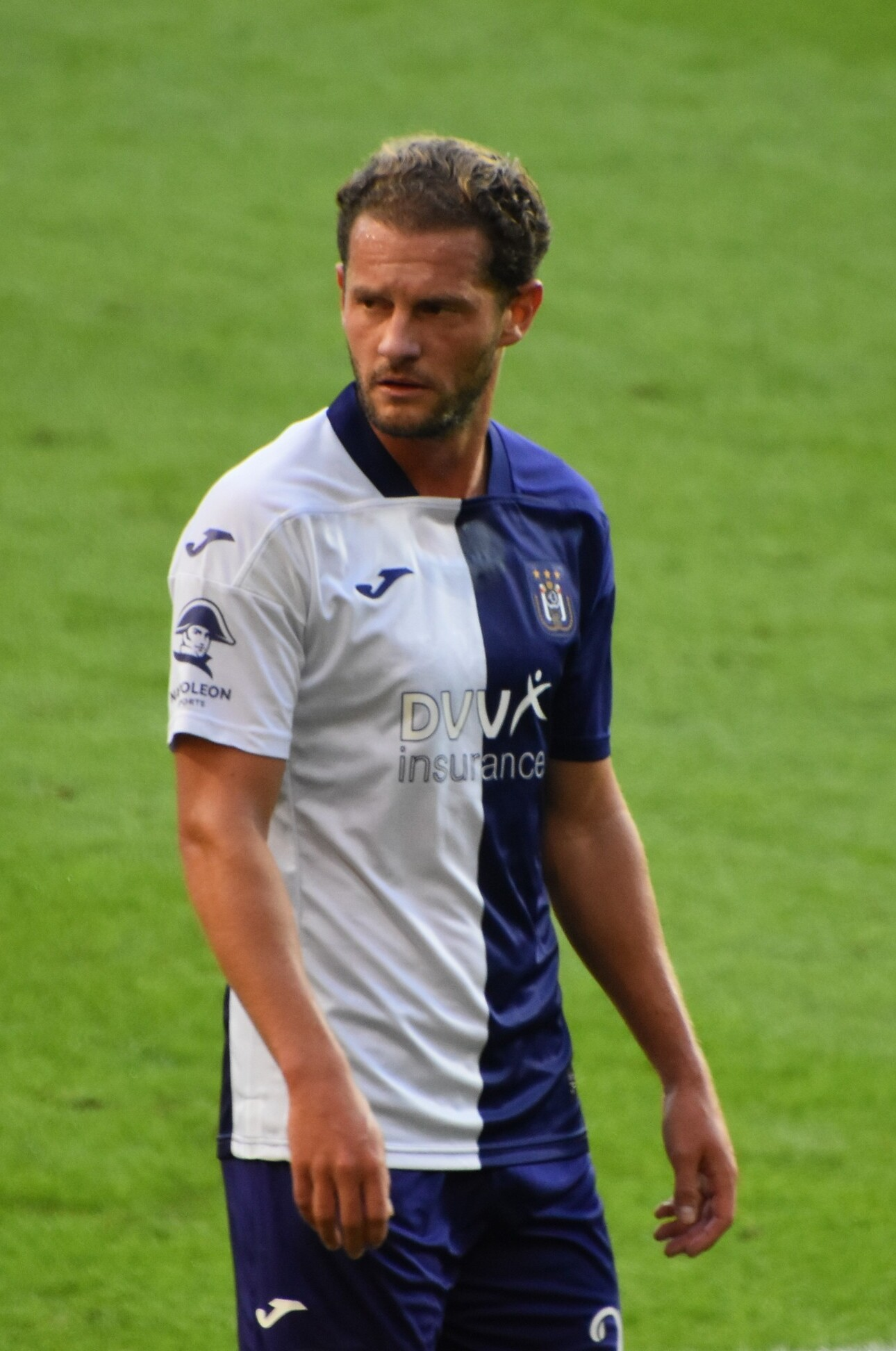
Mats Rits bij RSC Anderlecht in 2023

De 30-jarige Rits tekende op 15 augustus 2023 een contract voor drie jaar bij RSC Anderlecht, dat hem overnam voor twee miljoen euro van Club Brugge. De transfer werd als controversieel bestempeld, gezien de historische rivaliteit tussen beide clubs. Rits kwam daarmee in het rijtje van Club Brugge spelers Marc Degryse, Lorenzo Staelens en Ronald Vargas die rechtstreeks naar RSC Anderlecht trokken. Op 11 februari 2024 speelde hij tegen Royal Charleroi Sporting Club zijn 350ste wedstrijd in de Belgische hoogste klasse.

## Clubstatistieken
| Seizoen | Club               | Land               | Competitie         | Competitie | Competitie | Beker | Beker | Internationaal | Internationaal | Totaal | Totaal |
| Seizoen | Club               | Land               | Competitie         | Wed.       | Dlp.       | Wed.  | Dlp.  | Wed.           | Dlp.           | Wed.   | Dlp.   |
| ------- | ------------------ | ------------------ | ------------------ | ---------- | ---------- | ----- | ----- | -------------- | -------------- | ------ | ------ |
| 2009/10 | Germinal Beerschot | Vlag van België    | Jupiler Pro League | 12         | 2          | 1     | 0     | —              | —              | 13     | 2      |
| 2010/11 | Germinal Beerschot | Vlag van België    | Jupiler Pro League | 11         | 0          | 1     | 0     | —              | —              | 12     | 0      |
| 2011/12 | AFC Ajax           | Vlag van Nederland | Eredivisie         | 0          | 0          | 0     | 0     | 0              | 0              | 0      | 0      |
| 2012/13 | AFC Ajax           | Vlag van Nederland | Eredivisie         | 0          | 0          | 0     | 0     | 0              | 0              | 0      | 0      |
| 2013/14 | KV Mechelen        | Vlag van België    | Jupiler Pro League | 25         | 1          | 2     | 0     | —              | —              | 27     | 1      |
| 2014/15 | KV Mechelen        | Vlag van België    | Jupiler Pro League | 24         | 2          | 3     | 0     | —              | —              | 27     | 2      |
| 2015/16 | KV Mechelen        | Vlag van België    | Jupiler Pro League | 28         | 4          | 3     | 0     | —              | —              | 31     | 4      |
| 2016/17 | KV Mechelen        | Vlag van België    | Jupiler Pro League | 37         | 5          | 1     | 0     | —              | —              | 38     | 5      |
| 2017/18 | KV Mechelen        | Vlag van België    | Jupiler Pro League | 29         | 4          | 2     | 0     | —              | —              | 31     | 4      |
| 2018/19 | Club Brugge        | Vlag van België    | Jupiler Pro League | 39         | 3          | 2     | 0     | 7              | 0              | 48     | 3      |
| 2019/20 | Club Brugge        | Vlag van België    | Jupiler Pro League | 20         | 5          | 4     | 1     | 11             | 0              | 35     | 6      |
| 2020/21 | Club Brugge        | Vlag van België    | Jupiler Pro League | 31         | 2          | 2     | 0     | 5              | 0              | 38     | 2      |
| 2021/22 | Club Brugge        | Vlag van België    | Jupiler Pro League | 33         | 7          | 5     | 0     | 6              | 2              | 44     | 9      |
| 2022/23 | Club Brugge        | Vlag van België    | Jupiler Pro League | 4          | 0          | 0     | 0     | 0              | 0              | 4      | 0      |
| 2023/24 | RSC Anderlecht     | Vlag van België    | Jupiler Pro League | 9          | 0          | 0     | 0     | 0              | 0              | 9      | 0      |
| Totaal  | Totaal             | Totaal             | Totaal             | 301        | 35         | 25    | 1     | 29             | 2              | 355    | 39     |

## Erelijst
| Landskampioen België | 3x | 2019/20, 2020/21, 2021/22 |
| Belgische Supercup   | 3× | 2018, 2021, 2022          |

## Interlandcarrière
Rits werd in de verschillende leeftijdcategorieën beschouwd als een vaste waarde in de Belgische nationale jeugdelftallen. Zo maakte Rits deel uit van de nationale selectie bij de -17, die zich in september 2009 plaatste voor de eindronde van het Europees Kampioenschap van maart 2010.